# داریو ویدوشیچ
داریو ویدوشیچ (انگلیسی: Dario Vidošić؛ زاده ۸ آوریل ۱۹۸۷) یک بازیکن فوتبال است.